# Xoài Hatcher

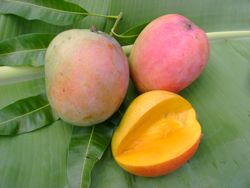
Đây là hình ảnh của xoài Hatcher

Xoài 'Hatcher' là tên của một giống xoài thương mại có nguồn gốc từ khu vực miền nam Florida.

## Lịch sử
Cây ban đầu được trồng từ hạt giống trên đất đai của người trông vườn John Hatcher ở khu vực Lantana, Florida và được thu hoạch trong những năm 1940. Một phân tích phả hệ vào năm 2005 chỉ ra rằng Hatcher có khả năng là con lai giữa các giống cây xoài Haden và xoài Brooks. Khu vườn của John Hatcher tiếp tục hoạt động trong suốt nhiều thập kỷ với các hoạt động bán quả và cây Hatcher. Ngày nay, khu rừng vẫn còn hoạt động tại vị trí ban đầu như xưa và áp dụng vận chuyển giống xoài này trên toàn quốc.
Mẫu cây của giống xoài Hatcher đã được trồng tại  kho tế bào mầm của USDA, và Công viên trái cây và gia vị  Miami-Dade ở Homestead, Florida.

## Miêu tả
Vỏ quả Hatcher có màu vàng khi trưởng thành, vài chỗ có màu ửng hồng. Những quả xoài có trọng lượng trung bình trên ba pound và kích thước lớn hơn so với hầu hết các giống xoài khác, có hình bầu dục và thiếu mũi khoằm. Thịt không có xơ và có màu vàng cam với hương vị nhẹ, ngọt. Hatcher chứa một hạt giống đơn phôi và trái cây thường chín trong khoảng thời gian từ tháng Bảy đến tháng Tám ở Florida.
Cây đạt kích thước lớn và là giống cây trồng mạnh mẽ với tán cây rậm rạp.